# Hidrometría
La hidrometría es una parte de la hidrología que mide el volumen de agua que circula por una sección de un conducto en un tiempo dado. El nombre deriva del griego hydro (agua) y metron (medida).
Además de medir la cantidad de agua que circula por la sección de un río, tubería o canal, también se ocupa de procesar la información sobre los sistemas de riego o la distribución de agua en una ciudad, con el fin de conocer la cantidad de agua disponible y la eficiencia de su distribución.
Los procedimientos de empleo más generalizados para el aforo de corrientes de agua en sistemas de riego se basan en estimar la velocidad media en una sección correspondiente:
{\displaystyle Q=A\,{\bar {v}}}
{\displaystyle Q}: caudal, medido en m³ por segundo.

{\displaystyle A}: área de la sección transversal, medida en m².

{\displaystyle {\bar {v}}}: Velocidad media del agua, medida en metros por segundo.
Sistema hidrométrico.
Es el conjunto de procedimientos necesarios para conocer el volumen de agua de un sistema, para mejorar la distribución.
Red hidrométrica
Es el conjunto de puntos de medición del agua de un sistema, de forma que permita relacionar la información, y es el soporte físico de la red.
Puntos de control
Son aquellos en donde se mide el caudal.
Registro
Es el conjunto de datos recogidos. Su utilización posterior depende del de donde se hayan tomado los datos.
Reporte
Resultado final del proceso.